# Atlantic-Klasse
Die Atlantic-Klasse ist eine Serie von 20 kleineren RIB-Rettungsbooten für die Seenotrettung der niederländischen Seenotrettungsgesellschaft KNRM (Koninklijke Nederlandse Redding Maatschappij). RIB ist die Abkürzung für den englischen Begriff Rigid Inflatable Boat und bezeichnet damit ein Festrumpfschlauchboot. Die Boote sind für den Einsatz im Küstennahbereich oder an den Binnenmeeren vorgesehen.

## Entwicklung
Die Boote der Atlantic-Klasse gehen auf eine Entwicklung von Studenten am Atlantic College in Südwales (englisch South Wales) zurück, die dort eine Rettungsstation betreiben. Die ersten einfachen Schlauchboote waren aufblasbare Gummiboote vom Typ Zodiac und als C-Class-Lifeboat bei der britischen Seenotrettungsgesellschaft RNLI (Royal National Lifeboat Institution) im Einsatz für den näheren Küstenbereich. Die Böden der Zodiacs zeigten häufig Beschädigungen auf, worauf im College ein Rumpf aus Sperrholz mit aufblasbarer Gummikante entworfen wurde – die erste Generation von RIB-Booten. Die RNLI übernahm diesen Entwurf und entwickelte daraus den Typ Atlantic-21 von 7,20 Meter (21-Fuß) Länge und zwei Außenbordmotoren. Als B-Class-Lifeboat war dieser Bootstyp mit mehr als 100 Exemplaren lange im Einsatz.
Die KNRM war schon immer an den Entwicklungen und Erkenntnissen der britischen Schwesterorganisation interessiert. Die Zunahme des Freizeitverkehrs auf dem Wasser und den dadurch bedingten Rettungseinsätzen veranlasste die damalige Zuid (KNZHRM als Vorgängerin der KNRM) solche Boote von der RNLI zu erwerben und diese nach ihren Vorstellungen anzupassen. Sie waren für die Küste der Niederlande perfekt geeignet, da sie leicht mit Bootswagen zum Einsatz am Strand gebracht werden konnten. Alternativ werden die Boote auch an Davits hängend oder in schwimmenden Bootshäusern untergebracht. Sie bewährten sich hervorragend selbst bei Einsätzen unter Windstärke 9 und mehr.
Die Weiterentwicklung der Atlantic-21 durch die RNLI führte zum Typ Atlantic-75 mit 7,40 Meter Länge und besseren Eigenschaften für den Einsatz auf See. Seit Anfang der 2000er-Jahre werden Boote dieses Typs erworben und ersetzen die Vorgänger. Als Baumaterial für den Rumpf wird glasfaserverstärkte Polyesterfaser eingesetzt, die mit Marinesperrholz verstärkt wird. Die neueren Boote sind vom etwas längeren Typ Atlantic-85, die aus Kohlefaser- und Schaumkernlaminat hergestellt sind. Der umgebende 'Schlauch' ist aus Hypalon-beschichtetem Nylon.
Alle Boote der Atlantic-Klasse sind Semi-Selbstaufrichter, da nach einer Kenterung ein Airbag durch ein Besatzungsmitglied aktiviert werden muss. Dieser Airbag liegt auf dem Überrollbügel über den beiden Außenbordmotoren.

## Boote der Atlantic-Klasse
Die Boote der Atlantic-Klasse sind wie bei der KNRM üblich in ständiger Bereitschaft und nach Alarmierung in 15 Minuten bereit zum Einsatz. Für die SAR-Operationen sind die Boote mit den aktuellen Geräten für Kommunikation und Navigation ausgestattet. Ein AIS ist nicht auf allen Booten eingebaut. Für Hilfeleistungen wird eine Ausrüstung zur medizinischen Erstversorgung mitgeführt. Das Boot wird mit drei Mann Besatzung gefahren und bietet Platz für 15 weitere Personen.
Im Regelfall sind die Boote in einem Gebäude in Wassernähe auf einem Bootswagen liegend untergebracht. Ein Allrad-LKW steht jederzeit bereit, um den Rollwagen zum Einsatzort zu bringen. An den Binnen-Stationen liegen die Boote geschützt in einem schwimmenden Bootshaus.
| MARINUS CORNELIS          | seit 2016                                       | Urk                                             |                                                 |                                                 |                                                 |
| CHIOS                     | seit 2016                                       | Harlingen                                       |                                                 |                                                 |                                                 |
| MARGOT KRIJNEN            | seit 2015                                       | Trainingsboot                                   | STC-KNRM Offshore Safety Rotterdam              |                                                 |                                                 |
| INEKE VAN DUN DE MEESTER  | seit 2013                                       | Hindeloopen                                     |                                                 |                                                 |                                                 |
| DOLFIJB                   | seit 2008                                       | Petten                                          |                                                 |                                                 |                                                 |
| BARON VAN LYNDEN          | seit 2008                                       | Ouddorp-Nordsee                                 |                                                 |                                                 |                                                 |
| CORRIE DIJKSTRA - VAN ELK | seit 2014                                       | Enkhuizen                                       |                                                 |                                                 |                                                 |
| CORRIE DIJKSTRA - VAN ELK | 2007 → 2014                                     | Reserve                                         |                                                 |                                                 |                                                 |
| NEELTJE STRUIJS           | seit 2007                                       | Stellendam                                      |                                                 |                                                 |                                                 |
| VERONICA                  | seit 2016                                       | Reserve                                         | Liegeplatz IJmuiden                             |                                                 |                                                 |
| VERONICA                  | 2006 → 2016                                     | Harlingen                                       | abgelöst von CHIOS                              |                                                 |                                                 |
| EBGELINA                  | seit 2007                                       | Blaricum                                        |                                                 |                                                 |                                                 |
| MARIA PAULA               | seit 2006                                       | Reserve                                         | Liegeplatz IJmuiden                             |                                                 |                                                 |
| PALACE NOORDWIJK          | seit 2006                                       | Lemmer                                          |                                                 |                                                 |                                                 |
| GRIEN                     | seit 2006                                       | Ouddorp-Binnen                                  |                                                 |                                                 |                                                 |
| FRANCINE KROESEN          | seit 2005                                       | Reserve                                         | Liegeplatz IJmuiden                             |                                                 |                                                 |
| KOEN OBERMAN              | seit 2005                                       | Callantsoog                                     |                                                 |                                                 |                                                 |
| HUIBERT DIJKSTRA          | seit 2004                                       | Vlieland                                        |                                                 |                                                 |                                                 |
| HENDRIK JACOB             | seit 2004                                       | Marken                                          |                                                 |                                                 |                                                 |
| EDZARD JACOB              | seit 2003                                       | Schiermonnikoog                                 |                                                 |                                                 |                                                 |
| MARIA HOFKER              | seit 2004                                       | Nes (Ameland)                                   |                                                 |                                                 |                                                 |
| Stand @ 2018              | Die Namen der dienstbereiten Boote sind in fett | Die Namen der dienstbereiten Boote sind in fett | Die Namen der dienstbereiten Boote sind in fett | Die Namen der dienstbereiten Boote sind in fett | Die Namen der dienstbereiten Boote sind in fett |

## Atlantic-Nachfolger
Im Januar 2022 gab die KNRM bekannt, dass eine neue Bootsklasse die Nachfolge der Atlantics antreten soll. Die Firma Palfinger wird zwölf Exemplare bauen, von denen das erste ab Ende 2022 für die ausgiebigen Tests zur Verfügung stehen soll. Der Name steht auch schon fest:  CHATARINA D. Mit zwei Außenbordmotoren von je 115 PS wird das 7,5-Meter lange Aluminium-RIB eine Geschwindigkeit von 32 Knoten erreichen.